# Фредерік Анану
Кангні Фредерік Анану (фр. Kangni Frederic Ananou, нар. 20 вересня 1997, Мюнхен, Німеччина) — тоголезький футболіст, фланговий захисник німецького клубу «Ганза» та національної збірної Того.

## Ігрова кар'єра

### Клубна
Фредерік Анану є вихованцем футбольної академії німецького «Кельна», де він почав займатися у віці десяти років. Та свій перший професійний контракт він підписав з нідерландським клубом «Рода». І в серпні 2016 року зіграв перший матч на дорослому рівні.
Відігравши у Нідерландах два сезони Анану повернувся до Німеччини. де грав за лкбуи Другої Бундесліги «Інгольштадт 04» та «Падерборн 07». Влітку 2022 року Анану підписав контракт з іншим клубом Другої Бундесліги «Ганзою».

### Збірна
На міжнародному рівні Фредерік Анану починав грати у складі юнацьких збірних Німеччини. Та пізніше він прийняв запрошення від федерації футболу Того, своєї історичної батьківщини, і 24 березня 2022 року у товариському матчі проти команди Сьєрра-Леоне дебютував у національній збірній Того.